# Gunnar Duttge
Gunnar Duttge (* 4. November 1966 in Gemünden am Main) ist ein deutscher Rechtswissenschaftler und Hochschullehrer an der Universität Göttingen.

## Leben
Duttge studierte ab 1987 Rechtswissenschaften an der Universität Würzburg. Dort legte er 1992 sein Erstes Juristisches Staatsexamen ab. 1994 folgte nach dem Abschluss des juristischen Vorbereitungsdienstes und einem Studium an der Hochschule für Verwaltungswissenschaften in Speyer das Zweite Juristische Staatsexamen in Würzburg. Von 1992 bis 1994 war Duttge Wissenschaftlicher Mitarbeiter am Lehrstuhl von Ellen Schlüchter an der Universität Würzburg und wurde 1995 zum Dr. iur. promoviert. Anschließend arbeitete er von 1995 bis 1999 als Wissenschaftlicher Assistent am Lehrstuhl von Ellen Schlüchter an der Ruhr-Universität Bochum. Mit der Habilitation erhielt Duttge 2000 die venia legendi für Strafrecht, Strafprozessrecht und Rechtsphilosophie und wurde zum Hochschuldozenten ernannt.
Es folgten Lehrstuhlvertretungen an der Ruhr-Universität Bochum und der Ludwig-Maximilians-Universität München, wo Duttge 2001 zum Universitätsprofessor (C3) ernannt wurde. 2004 nahm er einen Ruf an die Georg-August-Universität Göttingen auf eine W3-Professur (Lehrstuhlnachfolge für Hans-Ludwig Schreiber) an. Seit 2005 ist der Lehrstuhl Teil des Instituts für Kriminalwissenschaften und trägt die Bezeichnung „Abteilung für strafrechtliches Medizin- und Biorecht“.
Von 2006 bis 2010 sowie von 2017 bis 2019 war Duttge Geschäftsführender Direktor des Zentrums für Medizinrecht der Georg-August-Universität Göttingen und in der übrigen Zeit Vorstandsmitglied des Zentrums. Zudem war er von 2006 bis 2014 als Mitglied der Ethikkommission der Universitätsmedizin Göttingen tätig und ist seit 2010 Mitglied des Klinischen Ethikkomitees der Universitätsmedizin Göttingen. 2021 und 2022 war Duttge mit der wissenschaftlichen Begleitung und Beratung des Sonderausschusses des Niedersächsischen Landtages zur Corona-Pandemie sowie der Enquetekommission des Niedersächsischen Landtages zur Verbesserung des Kinderschutzes und zur Verhinderung von Missbrauch und sexueller Gewalt an Kindern betraut.
Duttges Forschungsschwerpunkte liegen im materiellen ebenso wie im formellen Strafrecht. Auf dem Gebiet des Strafprozessrechts verdienen vor allem die „Absprachen“ besonderes Augenmerk. Im Besonderen Teil des Strafrechts besteht eine gewisse Präferenz für die Eigentums- und Vermögensdelikte sowie Tötungsdelikte, im Bereich der allgemeinen Lehren für Zurechnungsfragen (Kausalität und objektive Zurechnung, Vorsatz und Fahrlässigkeit, Besonderheiten des strafbaren Unterlassens). Die Problematik des ärztlichen Heileingriffs bildet die Brücke zu medizinrechtlichen und bioethischen Fragestellungen (insbesondere Gentechnik, Embryonenforschung, Reproduktionsmedizin, Sterbehilfe und Organtransplantation).

## Veröffentlichungen (Auswahl)

### Monographien
- Der Begriff der Zwangsmaßnahme im Strafprozessrecht. Unter besonderer Berücksichtigung der allgemeinen Handlungsfreiheit, des allgemeinen Persönlichkeitsrechts sowie des Rechts auf informationelle Selbstbestimmung, 1995 (zugl. Dissertation).
- Zur Bestimmtheit des Handlungsunwerts von Fahrlässigkeitsdelikten, 2001 (zugl. Habilitationsschrift).
- Preis der Freiheit. Reichweite und Grenzen individueller Selbstbestimmung zwischen Leben und Tod, 2. Auflage, 2006.

### Kommentare
- Mitherausgeber des Nomos Handkommentars Gesamtes Strafrecht.
- Kommentierung der „Fahrlässigkeit“ im Münchener Kommentar zum StGB (§ 15).
- Kommentierungen im Fachanwaltskommentar Medizinrecht (hrsg. von Dorothea Prütting).

### Handbücher und Sammelbände
- Perspektiven des Medizinrechts im 21. Jahrhundert, 2007.
- Das Ich und sein Gehirn. Die Herausforderung der neurobiologischen Forschung für das (Straf-)Recht, 2009.
- Tatort Gesundheitsmarkt. Rechtswirklichkeit – Strafwürdigkeit – Prävention, 2011.
- Gentherapie – Medizinisch-naturwissenschaftliche, rechtliche und ethische Aspekte (= Ethik in den Biowissenschaften – Sachstandsberichte des Deutschen Referenzzentrums für Ethik in den Biowissenschaften. Bd. 15), 2013.
- Autonomie und Würde. Leitprinzipien in Bioethik und Medizinrecht, 2013.
- Handbuch Ethik und Recht der Forschung am Menschen, 2014.
- Autonomie und Vertrauen. Schlüsselbegriffe der modernen Medizin, 2016.
- Verantwortungsvoller Umgang mit Cannabis – die medizinische und forensische Perspektive, 2017.
- Das sogenannte Recht auf Nichtwissen. Normatives Fundament und anwendungspraktische Geltungskraft, 2019.
- Next Generation Medicine. Ethische, rechtliche und technologische Fragen genomischer Hochdurchsatzdaten in der klinischen Praxis, 2019.
- Menschenwürde und Selbstbestimmung in der medizinischen Versorgung am Lebensende – ein deutsch-japanischer Vergleich, 2022.

### Herausgabe von Fest-/Gedächtnisschriften
- Gedächtnisschrift für Ellen Schlüchter, 2002.
- Gedächtnisschrift für Herbert Tröndle, 2019.

### Herausgabe von Zeitschriften
- Ethik in der Medizin
- Kriminalpolitische Zeitschrift (KriPoZ)
- Leben & Tod
- Medizinrecht (MedR)
- Medizinstrafrecht (medstra)
- Zeitschrift für Lebensrecht (ZfL)

### Herausgabe von Schriftenreihen
- NOMOS-Universitätsschriften: Studien zum Strafrecht
- NOMOS-Universitätsschriften: Neue Schriften zum Strafrecht
- Göttinger Studien zu den Kriminalwissenschaften (Institut für Kriminalwissenschaften der Georg-August-Universität Göttingen)
- Göttinger Schriften zum Medizinrecht (Zentrum für Medizinrecht der Georg-August-Universität Göttingen)
- Studien zum deutschen und türkischen Strafrecht (gemeinsam mit Yener Ünver, Özyegin Universität Istanbul)